# 蓝田冯公祠
蓝田冯公祠，位于中国广东省佛山市禅城区六村正街29号，为冯氏家族祠堂，面积约3500平方米。该祠堂建于清代。1998年4月30日，列入佛山市文物保护单位。